# Joacim Cans
Joachim Cans (Mora, 1970. február 19. –) svéd énekes, a HammerFall zenekar frontembere. 
Az első bandáját 16 évesen alapította Eternity néven, ami 1988-ban felbomlott. Miután fejlődött a hangja, megalapította a Round and Round nevű bandát, ahol már eldobhatta a gitárt, és a mikrofonra koncentrálhatott. Végül ez a banda is felbomlott, és Joachim úgy döntött, hogy többet nem énekel. 21 éves korában telefonhívást kapott a Highlander nevű együttestől, akik segítséget kértek tőle egy élő show erejéig. 5 évig maradt ebben a bandában. 1993-ban a hollywoodi Musicians Institute zeneiskolában sok tapasztalatot szerzett, megtanulta, hogyan használja a hangját megfelelően. Ezekben az időkben találkozott Stefan Elmgren-nel, akivel az elkövetkezendő 10 évben egyesített erővel dolgozott különböző bandákban. Egyik barátja felkérésére egy ideig a Mrs. Hippe-ben is énekelt. 1997 óta a HammerFall énekese.

## Diszkográfia

### Szóló albumok
- 2004 - Beyond the Gates

### HammerFall
- 1997 - Glory to the Brave
- 1998 - Legacy of Kings
- 2000 - Renegade
- 2003 - Crimson Thunder
- 2005 - Chapter V: Unbent, Unbowed, Unbroken
- 2006 - Threshold
- 2008 - Masterpieces
- 2009 - No sacrifice, No victory
- 2011 - Infected
- 2014 - (r)Evolution
- 2016 - Built to Last